# Métacommunauté
 (décembre 2017).
 (décembre 2017).
La métacommunauté est un concept écologique qui définit un ensemble de communautés locales liées par la dispersion de plusieurs espèces potentiellement en interaction.
L’étude des méta-communautés décrit l’abondance, la distribution, les interactions et l’évolution des organismes à une échelle régionale et locale,.

## L’idée du concept de méta-communauté

### Historique de l’écologie des (méta)communautés
Les expériences réalisées par Gause(1935) sur les interactions de compétition entre Paramecium l'amèneront, entre autres, à formuler le concept de méta-communauté.
Il montre dans ses expériences que P. bursaria et P. caudatum, deux espèces de Paramecium, peuvent coexister au sein d'un même milieu, et que cette situation résulte de la division de l’habitat (perspective spatiale) entre les deux espèces. Cette situation sera plus tard interprétée par Leibold comme la coexistence de deux espèces au sein d’une métacommunauté hétérogène à deux localités (la colonne d’eau et le fond du bocal).
Les travaux de MacArthur se rapprochent encore un peu plus de l’écologie des méta-communautés par le développement de deux théories qui serviront de bases à deux des quatre paradigmes qui circonscrivent aujourd’hui le concept de méta-communauté. D’une part, ses recherches sur la coexistence à l’équilibre d’espèces en compétition le mènent à considérer que des forces déterministes s’appliquent à une espèce en fonction de son adaptation aux conditions environnementales et des interactions interspécifiques (paradigme du tri des espèces). D’autre part, on peut voir dans le modèle le plus simple de la théorie de la biogéographie insulaire (MacArthur & Wilson) une base théorique au paradigme neutre, formulé plus de trente ans plus tard par Hubbell. En effet, si l’on ne considère pas de différence et d’interaction entre les espèces, alors la dispersion et les forces stochastiques d’extinction et de colonisation jouent un rôle majeur dans ce modèle.
Cependant, le concept n’est vraiment défini qu’en 1992 par David Sloan Wilson dans son étude des interactions complexes au sein des méta-communautés . Une méta-communauté est, selon ses mots, “une communauté rompue en une mosaïque de patchs”.
Les résultats des modélisations de Wilson amènent d’une part la preuve que la méta-communauté est un système pouvant contenir une diversité d’espèces bien supérieure à celle contenue par une localité. Par ailleurs, au-delà des implications en termes de diversité, Wilson en vient à considérer une méta-communauté comme un système fonctionnel et pose les bases théoriques de l’application de la sélection naturelle à un nouveau niveau : celui du patch.
Il peut y avoir évolution dans une méta-communauté si les compositions spécifiques ou génétiques des localités diffèrent et conduisent à des taux de productivité et d’extinction locale différents.

### Une démarche explicite de synthèse
Dans leur ouvrage “Metacommunity Ecology” (2017), Leibold et Chase voient en l’écologie des métacommunautés un cadre théorique capable d’unir les processus spatiaux et interactifs étudiés en écologie des communautés. Le nouveau champ disciplinaire permettrait d’étudier simultanément des processus s'appliquant de l’individu à l’écosystème, sans avoir à définir spatialement et fonctionnellement une communauté.

## Théorie des méta-communautés
En 2004, à partir de ces travaux, Leibold a permis de définir, de comprendre et donc de mieux appréhender le concept de méta-communauté ainsi que sa dynamique relative au travers de différentes échelles spatiales et structurales.

### La méta-communauté, un concept spatial multi-échelle

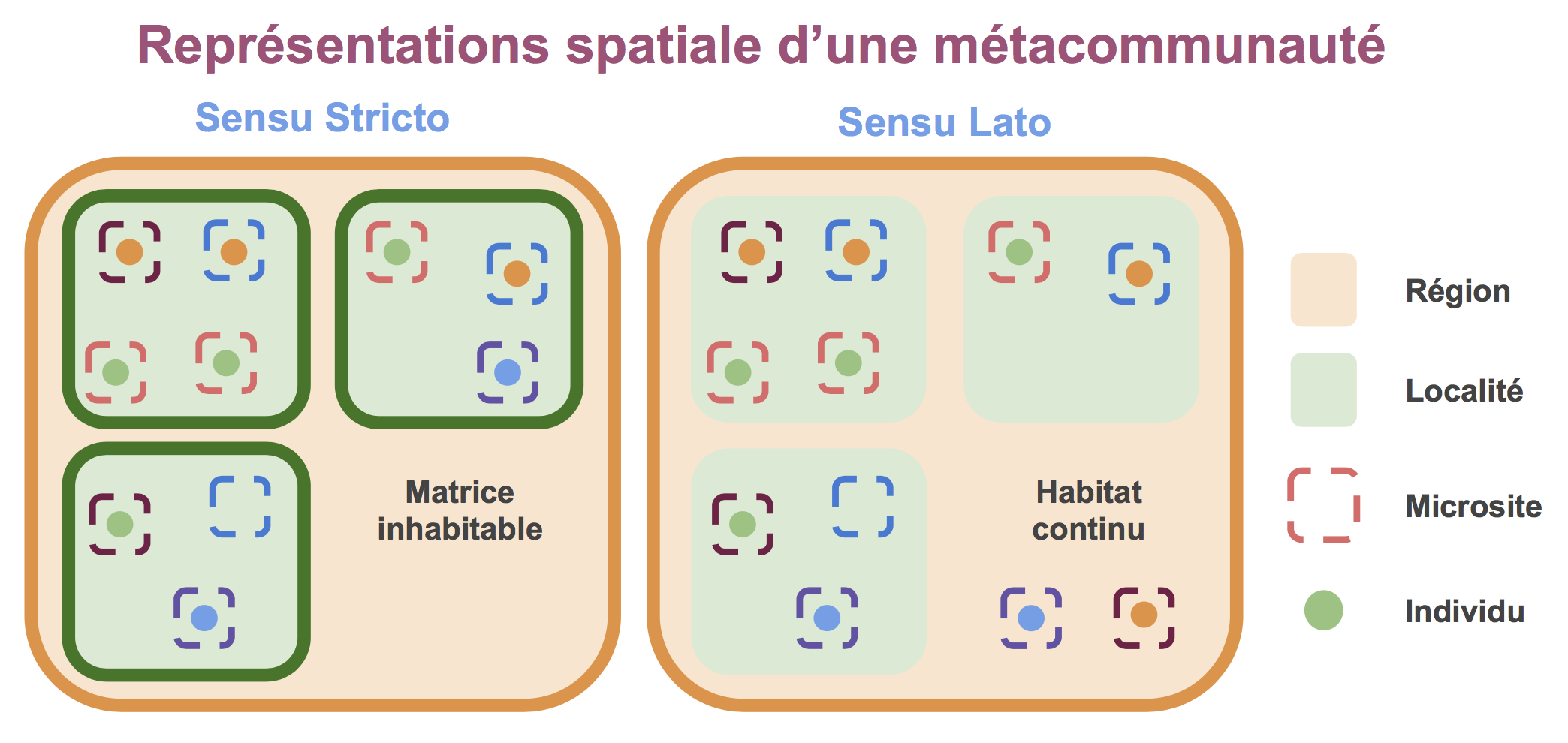
Représentation spatiale d'une métacommunauté

La théorie méta-communautaire permet d'appréhender les processus écologiques à une nouvelle échelle spatiale, la région. Concrètement, elle consiste en l’étude simultanée de ces processus à des différents niveaux d’imbrication : région - localité - microsite - individus.
Une région est une vaste zone d’habitat capable de supporter une méta-communauté.
Elle est composée de plusieurs localités (ou patchs) connectées par la dispersion et pouvant être séparées par une matrice inhabitable (méta-communauté sensu stricto) ou par un habitat continu (méta-communauté sensu lato). Ces localités peuvent être hétérogènes suivant des variables biotiques et abiotiques.
Chaque localité contient des microsites définis théoriquement comme des sites capables de renfermer un individu seul.

### Dynamiques communautaires
Une méta-communauté est également définie selon les différentes dynamiques qui la composent. La spatialité est une donnée centrale dans la compréhension des méta-communautés. Une dynamique spatiale englobe tout mécanisme par lequel la distribution ou le mouvement d’individus à travers l’espace influence la dynamique de la population locale ou régionale. Parmi ces mécanismes, on retrouve :
- L’effet de sauvetage, dans lequel il y a prévention de l’extinction locale de l’espèce par immigration;
- L’effet de masse, où l’on retrouve un flux net d’individus créé par des différences de tailles (ou de densité) de populations dans différentes parcelles;
- La colonisation, lorsque les populations s’installent sur des sites où elles étaient absentes auparavant;
- La dispersion, qui est le mouvement d’individus d’un site (émigration) à un autre (immigration).

Il existe également deux processus d’extinction importants dans les dynamiques méta-communautaires, indépendamment de la dynamique spatiale:
- L'extinction stochastique, qui est un mécanisme dans lequel des espèces, au sein de populations locales, disparaissent pour des raisons indépendantes des autres espèces présentes ou de changements déterministes dans la qualité des patchs;
- L'extinction déterministe, qui est un mécanisme dans lequel des espèces, au sein de la population locale, disparaissent en raison de la "qualité" des patchs ou de la composition de la communauté locale.

### Paradigmes
Les modèles méta-communautaires diffèrent dans l'importance relative des interactions biotiques et abiotiques, de hétérogénéité environnementale et des contraintes de dispersions dans leur fonctionnement écologique. C'est sur cette base que quatre paradigmes d'analyse des méta-communautés ont été envisagés : la dynamique de patchs, le tri spécifique, l'effet de masse ou encore la perspective dite neutre.
Ces paradigmes constituent autant de cadre théoriques pour l'analyse, la modélisation et la compréhension des méta-communautés. Ils sont aujourd'hui largement adoptés par la communauté scientifique autant pour des travaux empiriques que plus théoriques.

#### Dynamique des patchs
Cette approche repose sur l'hypothèse principale que la méta-communauté est constituée d'une collection de patchs identiques capables de contenir une population donnée. Ces patchs sont soumis à des phénomènes d'extinction stochastique, c'est-à-dire spontanée, de colonisation locale et de dispersion. Les modèles de méta-communauté fondés sur ce paradigme reposent souvent sur un formalisme dit d'occupation de patch. 

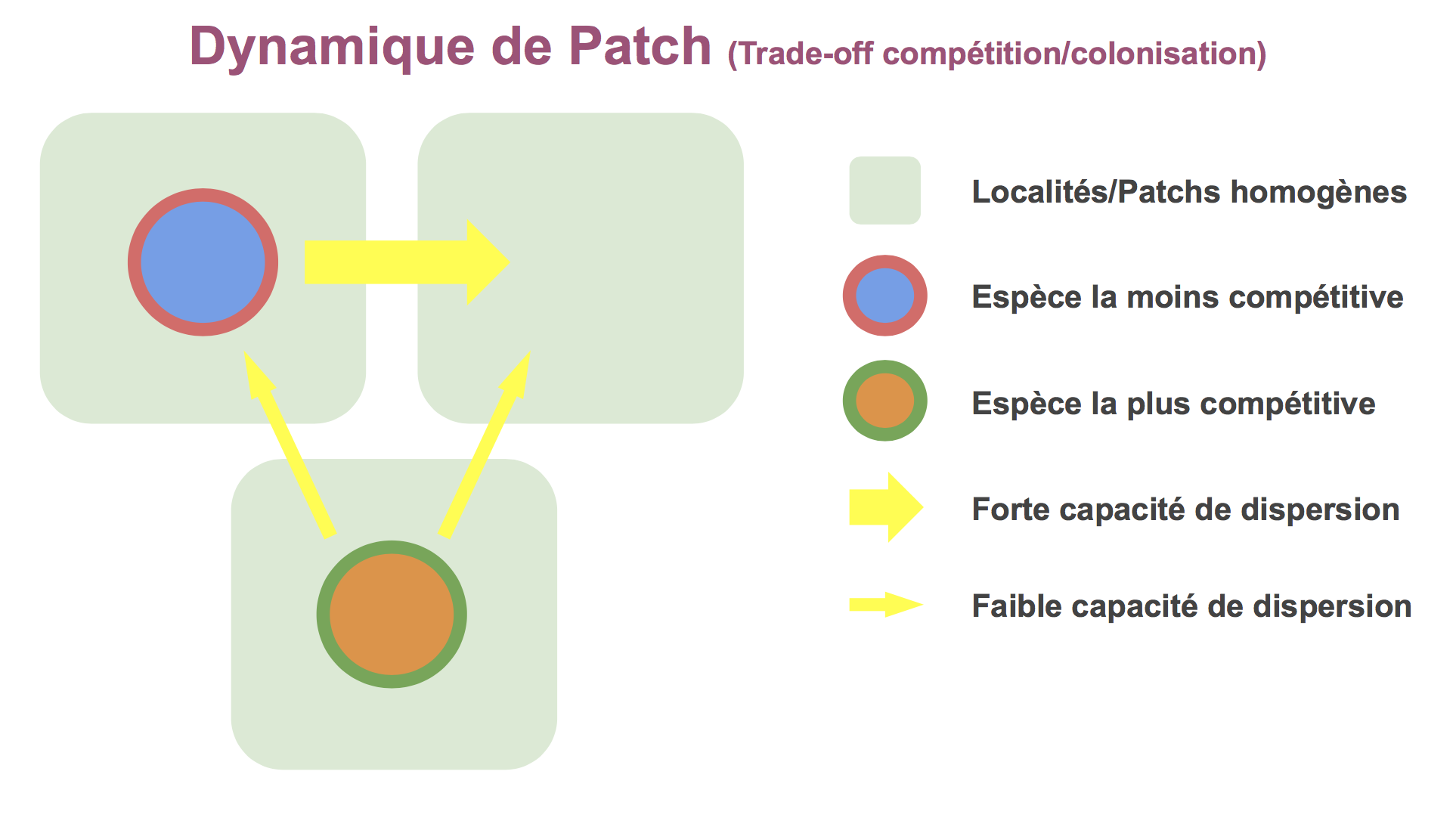
Dynamique de patchs : Dans cet exemple, l'espèce orange, meilleure compétitrice, exclut compétitivement l’espèce bleue, qui s’éteint localement. L’espèce bleue, ayant une capacité de dispersion plus élevée, colonise de nouvelles localités.

#### Tri des espèces
Dans cette perspective, les patchs sont considérés hétérogènes, et le résultat des interactions entre espèces locales dépend donc des conditions, notamment abiotiques, de l'environnement.

Ce paradigme met l’accent sur les gradients de ressources ; les différents types de parcelles induisent des différences très marquées de densité de population des espèces locales en fonction de leur niche écologique. Cette perspective met en valeur la séparation spatiale au-delà de la dynamique spatiale. La dispersion est ici importante, car elle permet d’observer des changements de composition des patchs par rapport aux changements locaux de conditions environnementales.

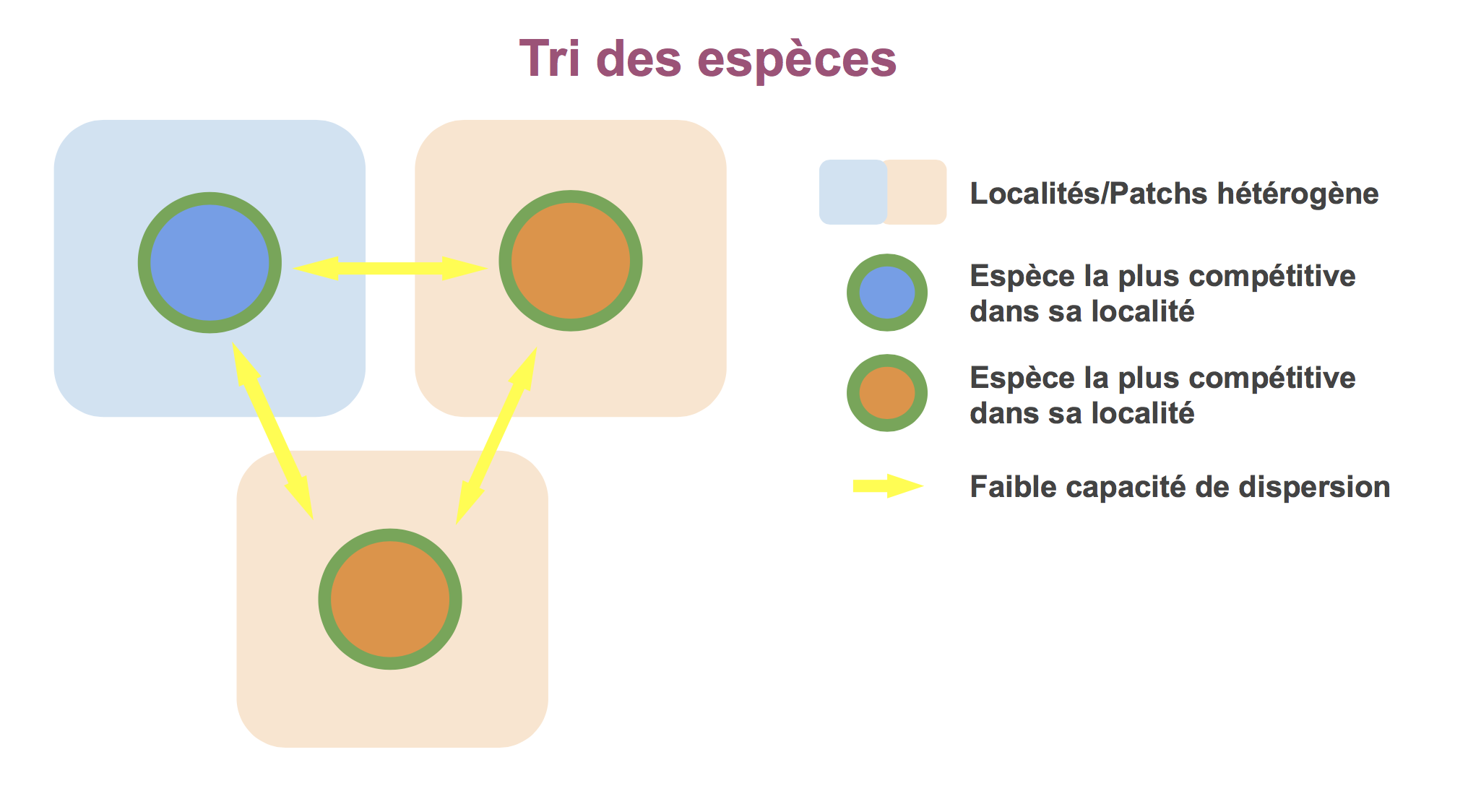
Tri des espèces

Dans cet exemple, l’espèce orange comme l’espèce bleue sont présentes dans les localités au sein desquelles elles sont meilleures compétitrices. En cas de changement des conditions abiotiques des localités (brutale ou périodique), une recomposition de la méta-communauté peut avoir lieu grâce à la dispersion d’individus de chaque espèce.

#### Effet de masse
Le paradigme de l'effet de masse met en avant la dispersion, c’est-à-dire l’effet de l’immigration et de l’émigration sur la dynamique de la population locale. Ici, les espèces peuvent être sauvées de l’exclusion compétitive locale dans les communautés où elles sont de «mauvaises compétitrices» par immigration dans une communauté où elles sont de «bonnes compétitrices». Cette perspective montre l’influence de la dynamique spatiale sur les densités de populations locales.

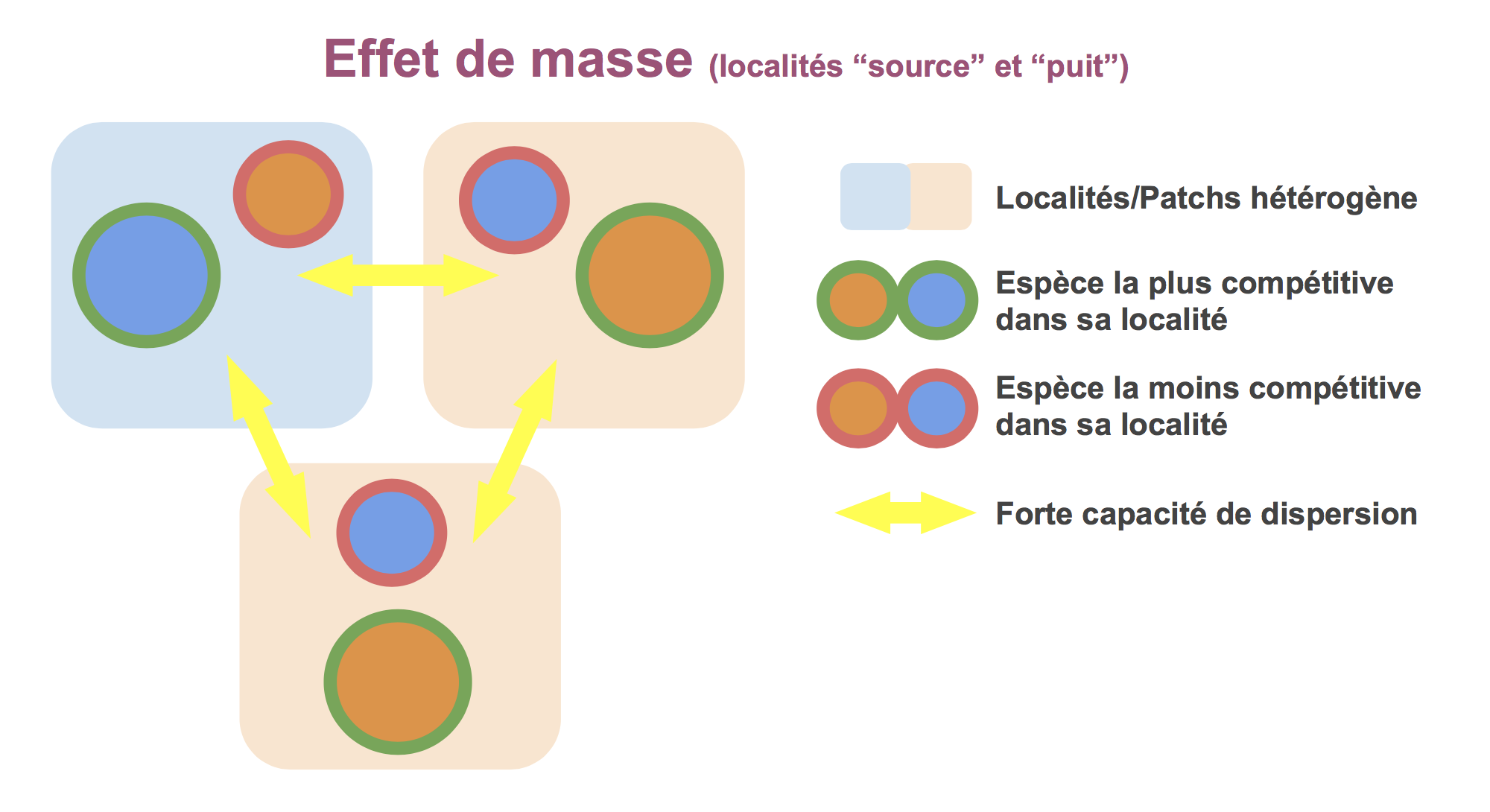
Effet de masse

Dans cet exemple, l’espèce orange comme l’espèce bleue sont principalement présentes dans les localités au sein desquelles elles sont meilleures compétitrices. Elles sont également présentes dans les localités où l’autre espèce est meilleure compétitrice, grâce à la dispersion.

#### Neutre
Dans ce cas, toutes les espèces sont similaires dans leurs capacités compétitrices, leurs mouvements et leurs formes physiques. Sans spéciation ni immigration, le modèle neutre conduit à l’extinction de toutes les espèces. Ainsi, contrairement aux autres points de vue décrits ci-dessus, ce modèle ne peut expliquer comment la diversité locale et régionale diffère sans faire appel à d’autres processus. Par conséquent, la dynamique de diversité des espèces est dérivée à la fois des probabilités de perte d’espèces (extinction, émigration) et de gain d’espèces (immigration, spéciation).

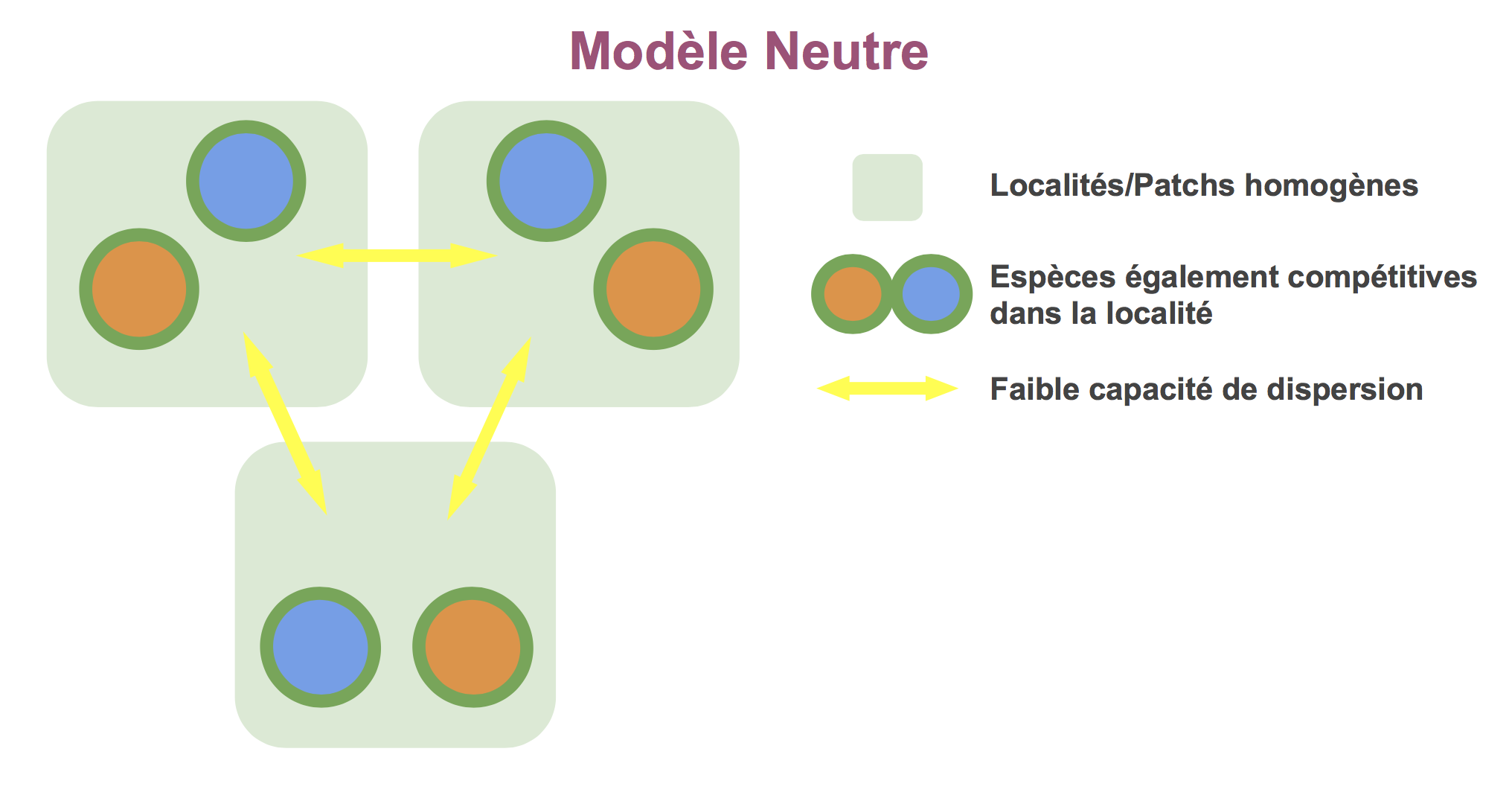
Modèle Neutre

Dans cet exemple, les espèces orange et bleue sont considérées comme identiques dans toutes les localités. Les populations locales peuvent éventuellement disperser dans d’autres localités et sont soumises à des processus démographiques stochastiques.

## Caractéristiques d’une méta-communauté

### Rôles et modes de dispersions
- La dispersion peut être vue comme étant un déplacement définitif d’individus ou de propagules entre une zone de naissance ou de reproduction et une autre zone de reproduction. C’est un élément clé de la structuration de la  méta-communauté. Elle varie en fonction de la stratégie et de la capacité des individus à disperser. Un individu peut être mené à se déplacer pour plusieurs  raisons, par exemple pour la recherche de ressources ou pour éviter des conditions défavorables de l’habitat. Certains de ces déplacements sont liés à la reproduction et ont pour conséquence des flux de gènes au sein d’une méta-communauté. Ces flux de gènes vont constituer un processus démographique essentiel mais aussi une force évolutive [8].

La dispersion entre communautés locales peut réduire le risque d'extinction, car elle permet à des individus de coloniser de nouveaux habitats, maintenant ainsi la dynamique de la méta-communauté face aux perturbations ou événements extrêmes touchant certaines communautés locales. En revanche, le fait que les communautés soient composées d’espèces ayant une variabilité de stratégies et de capacités à disperser, rend la dispersion complexe. Ce fait peut être illustré par l’étude de la structuration des méta-communautés dans les réseaux de cours d’eau de macro-invertébrés. Cette étude a montré que la méta-communauté pouvait être affectée par une augmentation de la mortalité des espèces lors de la dispersion et par l’extinction des espèces locales.
L'augmentation du taux de dispersion signifie qu’une grande proportion d’individus se déplace à travers les parcelles et subit lors de ce déplacement une mortalité accrue. Lorsque la dispersion est globale, une grande proportion d’individus vont disperser sur des distances de plus en plus longues avec un taux de mortalité dépendant de la qualité des parcelles traversées.
- On distingue classiquement deux modes de dispersion : la dispersion active et la dispersion passive. La dispersion active concerne uniquement des organismes qui se dispersent en utilisant leur propre énergie (pouvoir) dépendante de leur comportement. Il s’agit notamment des organismes capables de voler tels que les oiseaux ou les chauves souris ou encore capables de nager tel que les poissons. Par contre la dispersion passive, concerne les organismes qui se dispersent à travers les forces extérieures  le vent, l’eau ou grâce à d’autres organismes).

Ces modes et leurs capacités de dispersions (fort, faible ou aucun) vont affecter la structuration des méta-communautés. Par exemple, une étude a été menée sur les macro invertébrés, catégorisés par ces trois modes de dispersion (capacité à voler, à nager et à être transporté). Il a été mis en évidence que la structure de la communauté était étroitement liée au type de l’habitat et que les communautés composées de forts nageurs présentaient une similitude inter-sites plus élevée que les communautés pauvres ou non. Il a été ainsi déduit que les nageurs forts ont une plus grande similitude entre les sites que les nageurs pauvres ou non nageurs. Leurs résultats suggèrent bien que le micro-habitat a fortement influencé la structure de la communauté en général, le mode de dispersion et la capacité de dispersion ont affecté l'organisation spatiale. De plus la structure des communautés de macro invertébrés varie pendant la saison de croissance et en fonction du type d’habitat. En ce qui concerne la dispersion passive, les effets spatiaux sont plus importants pour les organismes avec des petits propagules dans la mesure où ils sont transportés facilement. D'autres études ont montré que la diminution de la taille de propagule augmente la capacité de dispersion. Ainsi les propagules auront tendance à se disperser sur de longues distances et cette dispersion sera plus stochastique. La particularité du mode actif est le fait qu’au cours de cette dispersion, les organismes suivent potentiellement la variabilité environnementale.